# Saison 2016 de la MLL
La saison 2016 de la Major League Lacrosse sera la 16e saison depuis la création de la ligue et la 1re saison à faire s'affronter un total de 9 équipes. Les premiers matchs de la saison se joueront le samedi 23 avril 2016. La saison régulière se terminera le 6 août 2016. La finale du championnat se jouera quant à elle le 20 août 2016. Le MLL All-Star Game 2016 se jouera le samedi 9 juillet 2016 à Fullerton.

## Événements majeurs
Le plus grand changement opéré avant le début de la saison est l'annonce de la création d'une nouvelle franchise, le Blaze d'Atlanta. Cette annonce est faite le 18 novembre 2015, à la veille de la finale du championnat.
Le 9 mars 2016, la MLL annonce que, pour la première fois, les demi-finales du championnat se joueront sur terrain neutre. L'une des rencontres se jouera au Rafferty Stadium dans le Connecticut, l'autre au National Sports Center Stadium dans le Minnesota.
Le 6 mai 2016, les Hounds de Charlotte annonce le départ de Mike Sawyer. Après seulement trois saisons et deux matchs dans la saison 2016, Sawyer décide de mettre un terme à sa carrière afin de se consacrer pleinement à l'entreprise familiale que son père a créé. Son départ est annoncé seulement quelques jours après qu'il a été nommé Homme du match dans la rencontre qui opposait les Hounds aux Rattlers.

## Records et faits marquants
Kevin Rice marque le premier but du Blaze d'Atlanta lors du premier match de la saison face au Bayhawks de Chesapeake.

## Récompenses
| Semaine | Joueurs du Match                                       | Joueur offensif | Joueur défensif |
| ------- | ------------------------------------------------------ | --------------- | --------------- |
| 1       | Matt Danowski, Paul Rabil, Adam Fullerton, Joey Sankey | Joey Sankey     | Adam Fullerton  |
| 2       |                                                        |                 |                 |
| 3       |                                                        |                 |                 |